# Boeing B-52 Stratofortress

Boeing B-52 Stratofortress je transonični strateški nuklearni ameriški bombnik dolgega dosega, z osmimi reaktivnimi motorji in pet člansko posadko: kapitan, prvi oficir, navigator, radarski operater in bombardir. B-52 je najpomembnejši bombnik NATO zveznikov, saj lahko poleg klasičnih bombniških nalog izstreljuje vodene rakete, opravlja nadzor oceanov (v dveh urah preslika 364.000 kvadratnih kilometrov) t.i. patroliranje in opravlja posebne znanstvene naloge kot nosilna platforma. Vesoljska agencija NASA ga uporablja za raziskave: vesoljskih plovil, zrakoplovov in vodenih raket ter celo za izstrelitev manjših satelitov. B-52 Stratofortress je zamenjal predhodnika B-29 Superfortress. Ravno konstantnemu patroliranju bombnikov B-52 se predpisuje preprečitev veliko varnostnih kriz na območjih patrole. Zaradi njegove široke uporabe in ogromne avtonomije je nenadomestljiv strateški del letalskih sil ZDA in NATO zaveznikov, zaradi tega je bila sprejeta odločitev o posodobitvah avionike, motorjev in ostalih sistemov, da bo lahko operativen tudi krepko po letu 2050. 
B-52 je postavil številne rekorde:   
- 16. do 18. januarja 1957 so trije B-52B med operacijo Power Flite opravili neprekinjen let okoli sveta, med katerim je bilo preletenih 24.325 milj (21.145 nmi, 39.165 km) v trajanju 45 ur 19 minut (536,8 mph ali 863,9 km/h) z več dolivanji goriva med letom z letali KC-97 Stratofreighter
- 26. septembra 1958 je B-52D postavil svetovni hitrostni rekord 560,705 milj na uro (487 kn, 902 km/h) na 10.000 kilometrov
- 26. septembra 1958 je drug B-52D postavil svetovni hitrostni rekord 597,675 milj na uro (519 kn, 962 km/h) na 5000 kilometrov (2700 nmi, 3105 milj)
- 14. decembra 1960 je letalo B-52G postavilo svetovni rekord v času letenja brez polnjenja goriva v zraku; let je trajal 19 ur 44 minut
- 11. januarja 1962 je letalo B-52H postavilo svetovni rekord v razdalji, ko je letelo od letalske baze Kadena, Okinawa na Japonskem do Torrejón baze v Španiji, preletelo je 12.532,28 milj (10.895 nmi, 20.177 km)
- 2. do 3. septembra 1996 sta dva B-52H opravila misijo v okviru operacije Desert Strike. B-52 so zadeli bagdadske elektrarne in komunikacijske objekte s 13 AGM-86C običajnimi križarskimi raketami iz zraka (CALCM) med 34-urno in 16.000 milj dolgo misijo povratnega leta iz baze letalskih sil Andersen v Guamu, kar je največja preletena razdalja za bojno nalogo

V uporabi je že od leta 1955 in naj bi ostal uporabi vsaj do leta 2055, eden izmed poglavitnih razlogov za tako dolgo servisno dobo je izjemno visoka plovnost teh letal v primerjavi z ostalimi modernejšimi oz. mlajšimi letali, ter dejstvo, da so v rezervah na voljo letalski deli kot tudi cela letala v velikih številkah. Lahko nosi do 30 ton klasičnih bomb, sicer pa je bil originalno zasnovan za jedrsko orožje. Zaradi visokega platfona leta FL500, se letalo uporablja tudi kot nosilna platforma - matično plovilo za izstreljevanje manjših satelitov, dronov in testnih letal (npr. X-15 je bil lansiran iz B-52). B-52 je leta 1955 začel nadomeščati starejše strateške bombnike: batnega Boeing B-29 Superfortress, batno-reaktivnega Convair B-36 Peacemaker in ju do leta 1959 v celoti nadomestil, leta 1977 pa še reaktivnega Boeing B-47 Stratojet. Zaradi izjemne zanesljivosti in doleta, ki je primerljiv z A340, je preživel upokojitev mlajših nadzvočnih bombnikov: Convair B-58 Hustler 1977, North American A-5 Vigilante 1979 in General Dynamics F-111 Aardvark 1996 in verjetno tudi Rockwell B-1 Lancer 2036. Pomembno je na podaljšanje življenjske dobe vplivala uvedba modifikacij (t.i. retrofitiranje) z novejšo tehnologijo (novi motorji, avionika itd.) na obstoječo konstrukcijo (ang. airframe) letala. 

## Zgodovina
Prototip YB-52 je prvič poletel aprila 1952. Originalno je bil zasnovan v času hladne vojne za nošenje jedrskega orožja. Nadomestil je njegovega prednika, letalo Convair B-36. B-52 je veteran številnih ameriških vojaških konfliktov, največ je bil uporabljen v vietnamski vojni, kjer se je uporabila tonaža bomb primerljiva z drugo svetovno vojno. 
Piloti so mu dali oznako BUFF (Big Ugly Fat F*****).. Današnji piloti po starosti ustrezajo vnukom starih pilotov B-52. Med časom B-52 so se pojavili novi bombniki in se upokojili, medtem ko B-52 ostaja v redni uporabi.
Izdelano je bilo 744 bombnikov, veliko jih je bilo uničenih po dogovoru o zmanjševanju strateškega orožja. Okrog 70-80 jih je še vedno uporabi pri Ameriških letalskih silah.

## Tehnične specifikacije
- Posadka: 5 (pilot, kopilot, bombardir, navigator in oficir)
- Dolžina: 159 ft 4 in (48,5 m)
- Razpon kril: 185 ft 0 in (56,4 m)
- Višina: 40 ft 8 in (12,4 m)
- Površina kril: 4.000 sq ft (370 m²)
- Profil kril: NACA 63A219.3 mod root, NACA 65A209.5 tip
- Prazna teža: 185.000 lb (83.250 kg)
- Naložena teža: 265.000 lb (120.000 kg)
- Maks. vzletna teža: 488.000 lb (220.000 kg)
- Motorji: 8 × Pratt & Whitney TF33-P-3/103 , 17.000 lbf (76 kN) vsak
- Kapaciteta goriva: 47.975 U.S. gal (39.948 imp gal; 181.610 L)
- Vitkost: 8.56

- Največja hitrost: 560 vozlov oz. 0.86 Mach (650 mph, 1.047 km/h)
- Potovalna hitrost: 442 vozlov (525 mph, 844 km/h)
- Bojni radij: 4.480 mi (3.890 nmi, 7.210 km)
- Doseg (prazen): 10.145 mi(8.764 nmi, 16.232 km)
- Višina leta: 50.000 ft (15.000 m)
- Hitrost vzpenjanja: 6.270 ft/min (31,85 m/s)
- Obremenitev kril: 120 lb/ft² (586 kg/m²)
- Razmerje potisk/teža: 0,31

- Bombnik B-52 galerija
- Klasične padajoče letalske bombe 1960ta
- B-52 Stratofortress visoko uporovne bombe, 2004
- Nalaganje jedrske bombe Mk 28, 1984
- B-52H Stratofortress statični prikaz
- NATO bombardira ZR Jugoslavijo, 1999
- Navigator in bombardir, 2006
- Posadka B-52F, 1966
- Pilota B-52, 2013
- B-52H Ghost Rider, 2019
- Pegasus na B-52, 1990
- NASA testni X-43 na B-52, 2001
- X-38 na B-52, 1999
- Testiranje SRV
- B-52 pred spustitvijo X-15
- NASA NB-52B in NB-52H, 2010
- Posebnost - 8 motorjev (4 pari)
- Zaviralno padalo na B-52H 2012
- Poletanje B-52G 1986
- Prototip YB-52
- B-52 brez vertikalnega stabilizatorja - letalo je varno pristalo
- B-17, B-29 in B-52